# Тробелно
Тробелно (словен. Trobelno) — поселення в общині Камник, Осреднєсловенський регіон, Словенія. Висота над рівнем моря: 732,3 м.